# Hurrem Sultan
Hurrem Sultan (phát âm tiếng Thổ Nhĩ Kỳ: [hyɾˈɾæm suɫˈtan], tiếng Ottoman Turkish: حرم سلطان , tiếng Thổ Nhĩ Kỳ: Hürrem Sultan; k. 1502 - 15 tháng 4 năm 1558), còn được gọi là Roxelana (tiếng Ukraina: Роксолана), là phối ngẫu chính và là vợ của vua Ottoman Suleiman I. Bà trở thành một trong những phụ nữ quyền lực và có ảnh hưởng nhất trong lịch sử Ottoman cũng như là một nhân vật nổi bật và gây tranh cãi trong thời đại được gọi là Vương quốc Hồi giáo của Phụ nữ.
Sinh ra ở Ruthenia (khi đó là một vùng phía đông của Vương quốc Ba Lan, nay là Ukraina), Hurrem bị người Tatar Krym bắt trong một cuộc truy quét nô lệ và cuối cùng bị đưa đến Istanbul, thủ đô của Ottoman. Hurrem bước vào Hậu cung Hoàng gia Ottoman, thăng qua các cấp bậc và trở thành người phụ nữ được yêu thích của Sultan Suleiman. Sultan phá vỡ truyền thống Ottoman, ông kết hôn với nô lệ Hurrem, biến bà thành vợ hợp pháp; Các quốc vương trước đây chỉ kết hôn với các phu nhân quý tộc tự do nước ngoài. Hurrem là vợ vua đầu tiên của hoàng gia nhận được tước hiệu Haseki Sultan. Hurrem sống trong triều đình của quốc vương cho đến cuối đời. Bà có sáu người con với ông, bao gồm cả quốc vương tương lai, Selim II. Bà là bà ngoại của vua Murad III.
Hurrem sau này đã nắm được quyền lực, và có ảnh hưởng đến chính trị của Đế chế Ottoman. Thông qua chồng, bà đóng một vai trò tích cực trong các công việc của đế chế này. Bà có lẽ đã đóng vai trò là cố vấn của quốc vương, viết thư ngoại giao cho Vua Zygmunt II của Ba Lan của Ba Lan (trị. 1548–1572) và bảo trợ các công trình công cộng lớn (bao gồm Khu phức hợp Haseki Sultan và Nhà tắm Hurrem Sultan). Bà qua đời năm 1558 tại Istanbul và được chôn cất trong một lăng mộ trong quần thể Nhà thờ Hồi giáo Süleymaniye.